# Crimen de Xuzhou de 2017
El crimen de Xuzhou fue un “atentado con relación a un acto criminal” según la policía china. El hecho tuvo lugar en un guardería de la ciudad de Xuzhou, en China, cuando un hombre de apellido Xu se inmoló frente a esta matando a 8 personas, de las cuales, todas eran padres de familia que esperaban a sus hijos.

## Explosión
Alrededor de las 16:48 hora local, un hombre se hizo estallar frente a una guardería del distrito de Fengxian, en Xuzhou, cuando los niños salían de clase y eran recogidos por sus padres. Las primeras dos víctimas murieron en el acto mientras que las otras seis en el hospital a causa de sus graves heridas. En total, 8 personas murieron y cerca de 65 quedaron heridas.
Según informaron las autoridades chinas, ninguna de las víctimas eran menores ni profesores.

## Investigaciones

### Atacante
La policía china anunció que el suicida era un hombre de nacionalidad china de 22 años de apellido Xu pero no precisó más detalles al respecto. También dijo que el agresor sufría de problemas mentales y que la bomba que hizo estallar era de fabricación casera, que hizo en su vivienda que no queda muy lejos de la guardería donde se inmoló.

### Acto criminal
La policía china descartó que se tratase de un atentado terrorista del tipo islamista y dijo que el hecho más bien era un “acto criminal”.

## Reacciones
El viceministro de Seguridad Pública, Huang Ming, viajó a la localidad del suceso para supervisar las investigaciones, mientras el ministro de interior, Guo Shengkun, ordenó aumentar las medidas de prevención en zonas con alta densidad de población.